# چدلینگتون
چدلینگتون (به انگلیسی: Chadlington) یک روستا و محله مدنی در بریتانیا است که در آکسفوردشر غربی واقع شده‌است. چدلینگتون ۸۲۷ نفر جمعیت دارد.